# Your Star
Your Star var ett provisoriskt offentligt installationskonstverk av Olafur Eliasson som befann sig över Mälaren i Stockholm under Nobelveckan 2015. Konstverket utgjordes av en LED-ljuskälla i en sfärisk aluminiumbehållare. En jättelik svart heliumballong fäst i konstverket lyfte det upp mot himlen och ljuskällans färgspektrum fick konstverket att likna en stjärna. Stjärnan lyste ovanför Stockholms stadshus nattetid när den närbelägna flygplatsen Bromma flygplats var stängd och vädret tillät.

## Tillblivelse
Installationen var ett beställningskonstverk av Nobelstiftelsens dotterbolag Nobel Media AB i samband med Nobelprisutdelningen i december 2015. Energin till ljuskällan kom från solpaneler på taket av Olafur Eliassons ateljéhus, ett tidigare bryggeri i Berlin. Energin samlades in kring midsommaren 2015 och lagrades därefter i en litiumjonackumulator. 
Jungfrufärden ägde rum den 8 december 2015; den sista natten konstverket sågs på himlen var natten mellan den 14 och 15 december.

## Bildgalleri

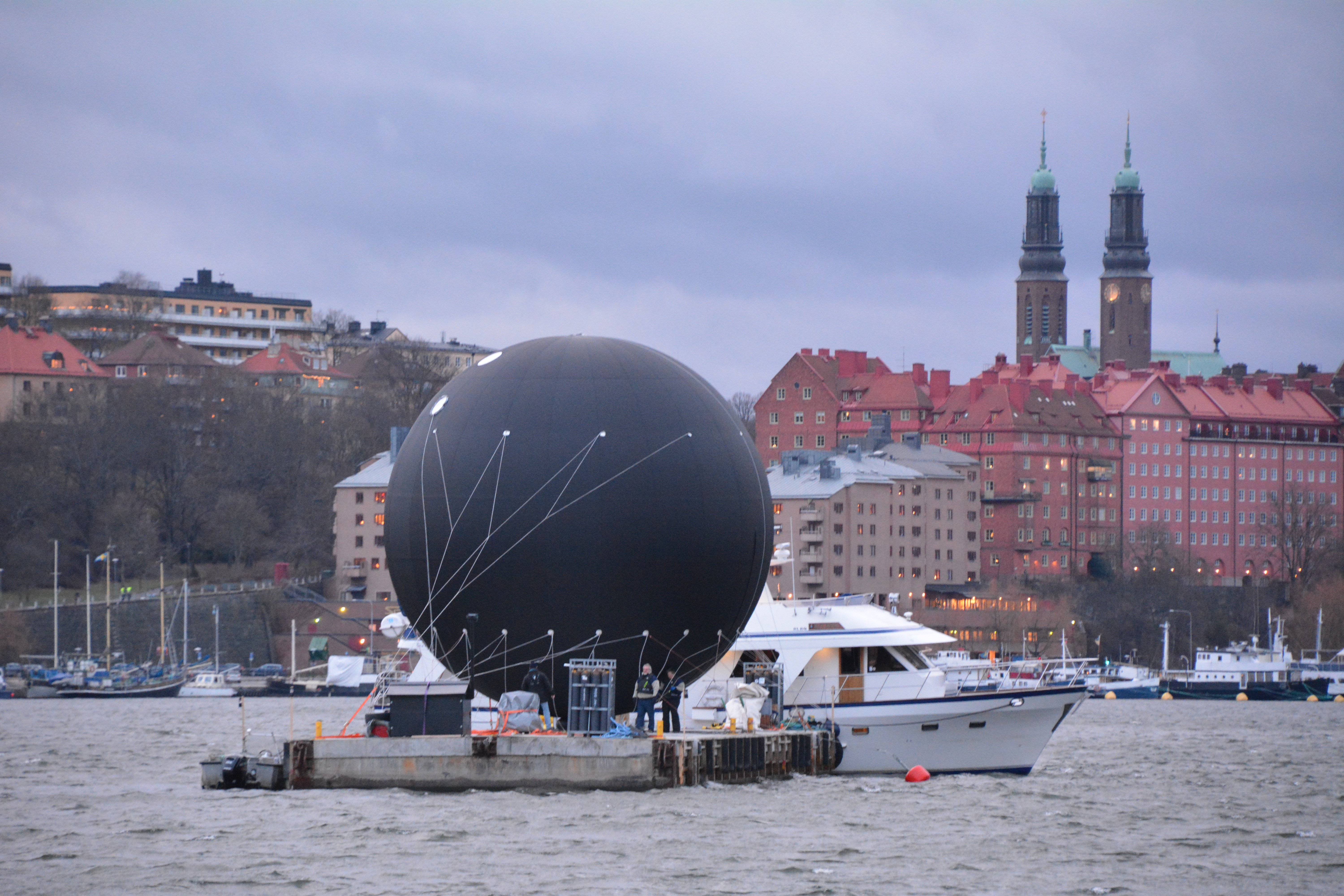
Your Star klar att höjas upp i luften
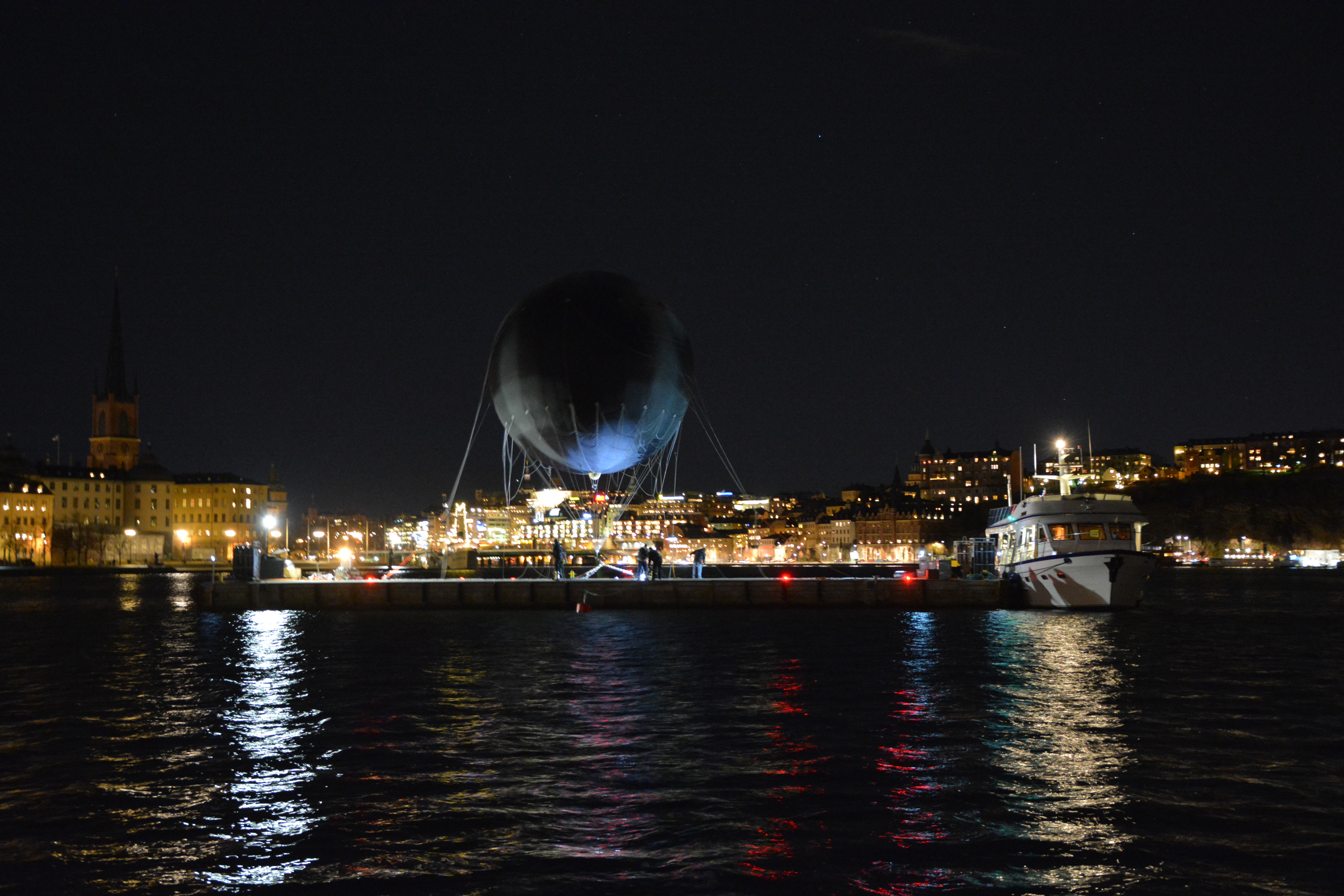
Förberedelser inför uppstigning